# Isep (Brandwica)
Isep – część  wsi Brandwica w Polsce położona w województwie podkarpackim, w powiecie stalowowolskim, w gminie Pysznica.
W latach 1975–1998 Isep administracyjnie należał do województwa tarnobrzeskiego.